# Färbekoeffizient
Der Färbeindex (FI) (englisch colour index) ist das Verhältnis der Hämoglobinmenge (Hb) zur Erythrozytenzahl (Zahl der roten Blutzellen). Er ist wichtig für die Diagnose der Anämien und berechnet sich wie folgt:
{\displaystyle {FI}={\frac {Hb[\%{\text{ der Norm}}]}{{\text{Erythrozytenzahl}}[\%{\text{ der Norm}}]}}}.
Heute wird üblicherweise das mittlere korpuskuläre Hämoglobin (MCH) verwendet.
Alternativ wurde früher auch der Hämoglobingehalt der einzelnen roten Blutzellen als Färbekoeffizient (HbE) in γγ (Mikromikrogramm, Normbereich 28–36 γγ) angegeben.

## Interpretation
- Normwert: 1,0
- > 1: hyperchrome Anämie
- < 1: hypochrome Anämie